# Coupez ! (film)
Pour les articles homonymes, voir Coupez !.
Pour plus de détails, voir Fiche technique et Distribution.
Coupez ! est une comédie horrifique française écrite, produite et réalisée par Michel Hazanavicius, sortie en 2022.
Il s'agit d'un remake du film japonais Ne coupez pas ! (2017) de Shin'ichirō Ueda (ja).
Le film suit une petite équipe de tournage qui tente de tourner un film d'horreur de zombies avec un budget restreint, mais ils rencontrent plus que de simples difficultés techniques lorsque de vrais zombies commencent soudainement à les attaquer.
Il devait être présenté en avant-première en janvier 2022 au festival de Sundance. Mais en raison de la pandémie de Covid-19, le festival est transformé en édition virtuelle et la projection du film sur place est annulée. Il est finalement présenté, hors compétition, en ouverture du festival de Cannes 2022.

## Synopsis

### Partie 1:Z, le court métrage final
Dans un grand bâtiment désaffecté, un zombie s'en prend à une jeune femme craintive. En réalité, il s'agit du tournage d'un film de série Z, interrompu par Higurashi, le réalisateur autoritaire, qui s'emporte après le plantage de la scène pour la trente-et-unième fois, en expliquant le manque d'émotions que donnent Ken (l'acteur) et Chinatsu (l'actrice), tout en disant ce qu'il pense sur ses comédiens avant de partir. Lors d'une pause, la maquilleuse Natsumi explique à Ken et Chinatsu que le bâtiment où ils se trouvent serait frappé par une malédiction et que l'endroit aurait servi pour des expériences scientifiques lors de la Seconde Guerre mondiale. L'assistant s'en va fumer (après avoir hésité une première fois) et est attaqué par le cameraman, zombifié. Ken, Chinatsu et Natsumi trouvent le bras de l'assistant, puis son corps, et se sont attaqués par lui et le cameraman. Après s'être débarrassé des deux zombies, Higurashi revient en disant qu'il a réveillé la malédiction avec l'étoile de sang (dont le pouvoir permet de réveiller les morts) afin d'obtenir de ses acteurs l'émotion qu'il recherche pour sa dernière scène. Akira, l'ingénieur du son, sort à l'extérieur malgré les zombies et le réalisateur part le chercher. Il revient avec Akira, devenu zombie, et commence à tourner. Natsumi s'empare de la hache et tue Akira. Ken assomme Higurashi et les trois vont récupérer la voiture avant d'être de nouveau assaillis par les zombies. Après une poursuite, Chinatsu remarque qu'elle a peut-être été mordue par accident, et Natsumi décide de la tuer. Ken sauve Chinatsu en tuant Natsumi d'un coup de hache, mais Chinatsu s'enfuit pour ne pas contaminer son amoureux. Elle se réfugie dans une cabane, et constate que sa morsure est factice. Un autre zombie grognant arrive et vient se placer en face d'elle pendant quelques secondes avant de repartir sans rien lui faire. Elle décide de revenir au bâtiment principal, trouvant une hache à la sortie de la cabane. Cependant, Ken est devenu zombie et Higurashi insiste toujours pour tourner sa scène ultime. Chinatsu décapite alors Ken avec une hache, puis tue Higurashi avec acharnement avant d'aller se positionner au centre d'une étoile de sang tracée au sol.
Les acteurs jouent de façon irrégulière, les trucages sont grossiers et bas de gamme, l’histoire est bancale, les raccords peuvent être incompréhensibles, la caméra tombe parfois à terre ou semble mal stabilisée par le cadreur.

### Partie 2: la préparation du court métrage (un mois avant)
Cette partie permet de comprendre que le précédent film de zombie n'est pas le film lui-même, mais un film dans le film.
Rémi Bouillon, réalisateur modeste de films « rapides, pas cher et dans la moyenne », est contacté par Mounir, un ami, et par une productrice japonaise pour adapter un film d'horreur japonais à succès qui devra durer une demi-heure et être diffusé en direct sur une plateforme de streaming. Rémi, ne se sentant pas à la hauteur, n'accepte que parce que sa fille Romy, qui rêve de devenir une grande réalisatrice malgré ses problèmes récurrents en termes d'emplois au sein des tournages, admire l'acteur principal recruté pour le projet. La préparation est difficile en raison de l'enjeu technique du tournage (le cadreur a mal au dos, mais ne veut pas donner sa chance à sa partenaire en disant qu'elle n'arrivera pas à tenir trente minutes), mais aussi des prétentions artistiques de l'acteur principal, qui souhaite proposer quelque chose de différent mais trop intelligent pour être un divertissement, ou encore l'actrice principale, qui refuse tout simplement d'être couverte de sang ou de se faire vomir dessus par crainte de la réaction de ses abonnés, tandis que d'autres protagonistes ont des problèmes plus personnels (Philippe, qui incarne le cameraman, a des problèmes d'alcool, tandis que Jonathan, qui incarne l'ingénieur du son, risque une diarrhée sévère si son eau n'est pas « dure ») et du refus de la production de modifier le scénario (après une gaffe de Rémi, où ce dernier a dit que les Japonais n'ont pas fait que des bonnes choses, faisant référence à Pearl Harbor, une semaine avant le tournage), obligeant même les acteurs à conserver les prénoms japonais. De son côté, Rémi repense à la relation avec sa fille après la déclaration de Philippe autour de son échec de parent et pleure chez lui avant le début du tournage, bien qu'il soit réconforté par sa femme Nadia.

### Partie 3: les coulisses du tournage diffusé en direct
Le jour du tournage, alors que l'acteur principal s'exaspère des dernières modifications, les acteurs qui devaient incarner le réalisateur et la maquilleuse ont un accident (une relation s'était installée entre eux). Rémi lui-même décide alors de jouer le rôle du réalisateur, assumant à l'écran une personnalité exubérante alors que son caractère est plutôt réservé, et sa femme Nadia prend celui de son assistante, malgré son expérience d'actrice catastrophique, où elle peut être trop investie dans son personnage, oubliant toute réalité. Avant de tourner, Philippe débarque ivre sur le plateau après avoir bu une bouteille de saké offerte par la production (alors qu'il avait arrêté de boire de l'alcool) et Jonathan commence à souffrir de diarrhées aiguës (les assistantes ayant volontairement subtilisé son eau car elles pensaient qu'il ne s'agissait que d'un caprice de vedette de sa part).
La demi-heure du tournage est chaotique : le script ne suit pas du tout le scénario original (Rémi s'emporte violemment au début du film) et de nombreux incidents obligent l'équipe à improviser en permanence, ce qui explique certaines étrangetés du court métrage vu au début. Philippe s'évanouit peu de temps avant de jouer sa scène (à cause de l'alcool), et Rémi fait comprendre aux acteurs d'improviser pour gagner du temps. Rémi essaye de ramener Philippe dans un état normal, sans grand succès (ce dernier n'a pas encore deviné qu'il est devenu zombie dans le film et pense se rattraper sur son monologue), tandis que Jonathan, pas du tout dans son rôle, s'en va aux toilettes durant le film. Rémi essaie de le ramener sur le tournage en vain. Au cours du tournage, le cadreur se retrouve attaché par inadvertance et Rémi est dépêché pour le détacher (ce qui explique pourquoi la caméra ne suit pas la course-poursuite dans le bâtiment). Romy, présente sur le plateau, aide son père pour pouvoir continuer le film malgré les problèmes, en changeant quelques scènes à la dernière minute. Cependant, le cadreur se fait mal, tombe à terre et donne finalement à son assistante sa chance de briller tandis que Nadia commence à délirer et fait tomber la grue destinée à tourner la dernière scène, avant de s'évanouir. Mounir, par peur d'échouer à conclure le film proprement, propose à Rémi de ne pas tourner la scène, mais Rémi explose de colère en disant que cette scène est importante pour le film et que cela ne donnerait pas de cohérence, avant de finalement s'excuser et d'accepter l'annulation de la scène. Cependant, Romy propose une idée de dernière minute en appelant l'équipe entière du tournage (sauf celle qui gère la diffusion et le musicien, Fatih, qui est perdu depuis le début du film) pour créer une échelle humaine (remplaçant la grue hors d'usage) et mener à bien le plan final. L'idée est une réussite et le film se termine comme prévu. L'équipe fête la fin de tournage en joie, malgré les difficultés traversées durant le tournage, et Rémi demande à Romy d'où provenait son idée. Elle lui montre une photo d'elle gamine juché sur le cou de son père et portant à bout de bras une caméra. Les deux sont émus et se réconcilient. La productrice, quant à elle, est globalement satisfaite de ce film « rapide, peu cher et dans la moyenne ».
Scène post-générique
Un assistant arrive transportant une échelle, constate que le film est terminé et qu'il arrive donc trop tard.

## Fiche technique
Sauf indication contraire, les informations mentionnées dans cette section peuvent être confirmées par les bases de données cinématographiques IMDb et Allociné,  présentes dans la section « Liens externes ».
- Titre original : Coupez !
- Titre de travail : Z (comme Z)
- Titre international anglophone : Final Cut
- Réalisation : Michel Hazanavicius
- Scénario : Michel Hazanavicius, d'après le scénario original du film Ne coupez pas ! de Shin'ichirō Ueda (ja)
- Musique : Alexandre Desplat
- Décors : Joan Le Boru
- Costumes : Virginie Montel
- Photographie : Jonathan Ricquebourg
- Montage : Mickael Dumontier et Michel Hazanavicius
- Production : Brahim Chioua, Michel Hazanavicius et Vincent Maraval
- Sociétés de production : Getaway Films et La Classe Américaine ; avec la participation de ENBU Seminar, France 2 Cinéma et GAGA et le soutien de Sofica Sofitvcine
- Société de distribution : La Pan Européenne (France)
- Budget : 4 820 000 €[3]
- Pays de production :  France
- Langue originale : français
- Format : couleur — 2,35:1 — son 5.1
- Genres : comédie horrifique, fantastique, film de zombies
- Durée : 111 minutes
- Dates de sortie[4] :
  - France : 17 mai 2022 (Festival de Cannes, film d'ouverture - hors compétition et sortie nationale)
  - Suisse romande, Tunisie : 17 mai 2022[5]
  - Belgique : 29 juin 2022
- Classification :
  - France : tous publics lors de sa sortie en salles ; déconseillé aux moins de 16 ans à la télévision[réf. nécessaire]

## Distribution
Sauf indication contraire, les informations mentionnées dans cette section peuvent être confirmées par les bases de données cinématographiques IMDb et Allociné,  présentes dans la section « Liens externes ».
- Romain Duris : Rémi Bouillon, réalisateur / Higurashi, le réalisateur
- Bérénice Bejo : Nadia, épouse de Rémi, actrice / Natsumi, la maquilleuse
- Grégory Gadebois : Philippe Rolland, acteur / Honoda, le caméraman
- Finnegan Oldfield : Raphaël Barrelle, acteur / Ken, l'acteur
- Matilda Lutz : Ava, actrice / Chinatsu, l'actrice
- Sébastien Chassagne : Armel, acteur / Yamakoshi, l'assistant
- Raphaël Quenard : Jonathan, acteur / Akira, l'ingénieur du son
- Lyes Salem : Mounir, producteur
- Simone Hazanavicius : Romy, fille de Rémi et Nadia
- Agnès Hurstel : Laura
- Charlie Dupont : Frédo, caméraman
- Luàna Bajrami : Johanna
- Raïka Hazanavicius : Manon, assistante caméra
- Jean-Pascal Zadi : Fatih, compositeur bruiteur
- Yoshiko Takehara (ja) : Madame Matsuda
- Yumi Narita : l'interprète de madame Matsuda
- Yvon Martin : Gaby, l'acteur qui doit interpréter Higurashi
- Florence Janas : Mélani, l'actrice qui doit interpréter Natsumi
- Quentin Dupieux : l'assistant qui apporte l'échelle dans la scène post-générique (caméo)

## Production

### Genèse et développement
En mars 2021, le projet est révélé. Michel Hazanavicius explique qu'il voulait depuis longtemps réaliser une comédie se déroulant lors du tournage d'un film :

« Depuis que je travaille, j’ai eu l’occasion d’observer pas mal de comportements marrants et de vivre pas mal de scènes de tournage, parfois étonnantes, parfois ridicules, parfois touchantes. J’aime bien ce matériau de base, un plateau de tournage, qui est une espèce de micro-société un peu exacerbée où les caractères se révèlent souvent de manière spectaculaire. »

C'est le producteur Vincent Maraval qui présente Ne coupez pas ! (2017) de Shin'ichirō Ueda à Michel Hazanavicius, qui accepte d'en signer le remake.

### Attribution des rôles
Outre sa femme Bérénice Bejo, Michel Hazanavicius dirige ici sa fille Simone ainsi que sa nièce, Raïka Hazanavicius (fille de Serge Hazanavicius).
L'actrice japonaise Yoshiko Takehara (ja), présente dans le film original, incarne ici un rôle similaire.

### Tournage
Le tournage débute le 19 avril 2021. Il se déroule jusqu'à fin mai en Île-de-France,. Pour coller davantage au film original, le réalisateur a voulu un tournage court à petit budget : 6 semaines pour un budget de 4 millions d’euros. L'hippodrome d'Évry a servi de décor au tournage.
La scène du plan-séquence introductif (d'une durée de 32 minutes, mais avec une coupure) a nécessité des semaines de préparation et quatre jours de tournage.

## Accueil

### Changement de titre
En avril 2022, le film — jusque-là nommé Z (comme Z) en référence à « zombie » et « série Z » — est rebaptisé Coupez !, en raison de la symbolique de la lettre « Z » dans le conflit russo-ukrainien.

### Accueil critique
En France, le film obtient une note moyenne de 3,8⁄5 sur le site Allociné, d'après l'interprétation de 38 critiques de presse.
Du côté des avis positifs, Adam Sanchez du magazine GQ écrit notamment : « Coupez ! ravive la fougue comique de Michel Hazanavicius, qui réussit l’exploit de s’emparer du film original sans jamais en dénaturer ou assagir l’esprit rebelle, mais en l’accordant à des codes plus français et une forme d’actualité culturelle. ». Dans Le Journal du dimanche, on peut lire : « Avec une structure narrative complexe qui réserve son lot de rebondissements, l’ovni brille par son écriture aux petits oignons, qui manie un humour absurde savoureux dans les dialogues et les situations en décalage complet, et par sa mise en scène inventive, précise et rythmée. ». Michel Valentin du Parisien y voit quant à lui : « une incroyable déclaration d’amour au cinéma, mais aussi une franche tranche de rigolade et un film « sang pour sang » drôle, dans lequel brillent des acteurs aussi inattendus là qu’investis ». Dans Ouest-France, Gilles Kerdreux écrit que « Michel Hazanavicius retrouve son art de la comédie si bien développé dans ses deux OSS 117. ».
Du côtés des avis négatifs, Sandra Onana de Libération écrit : « Coupez ! surjoue bien trop le délire régressif pour ne pas sembler poseur à force de mimer le cheap. Si bien que sa modestie de façade, barbouillée d’autodérision, se contredit constamment. ». Thomas Colpaert de Télé-Loisirs évoque quant à lui un film « amusant bien qu'inégal. »

### Box-office
Le premier jour de sa sortie en France, le film se place en tête du box-office des nouveautés avec 22 719 entrées, dont 11 940 en avant-première, pour 470 copies. Le film est suivi par On sourit pour la photo (17 760). Au bout d'une semaine d'exploitation, le film atteint la 2e place du box-office en réalisant 100 526 entrées, derrière Doctor Strange in the Multiverse of Madness (374 405). Il est suivi par le film américain The Northman (91 797).
La semaine suivante, la comédie chute à la 6e place du box-office français avec 68 284 tickets vendus. Pour sa première semaine d'exploitation au mois de juin, le long-métrage tombe à la 9e place du box-office, derrière Qu'est-ce qu'on a tous fait au bon Dieu ? (48 735) et devant Frères et sœur (46 852). Au bout de 7 semaines d'exploitation, le film cumule 278 965 entrées.
| Pays ou région | Box-office        | Date d'arrêt du box-office | Nombre de semaines |
| -------------- | ----------------- | -------------------------- | ------------------ |
| France         | 287 813 entrées   | 6 septembre 2022           | 16                 |
| Total mondial  | +002 045 734, USD | -                          | -                  |

## Distinctions

### Nominations
- César 2023 : 
  - Meilleure adaptation
  - Meilleure musique originale

### Sélection
- Festival de Cannes 2022 : sélection officielle hors compétition ; film d'ouverture

## Autour du film
Coupez ! rend hommage dans son générique de fin à Bertrand Tavernier et Jean-Paul Belmondo, morts tous les deux en 2021. Le cinéaste Michel Hazanavicius déclare à ce propos : « Ils ont compté pour moi tous les deux, dans ma vie, dans le fait que je fasse des films et probablement dans la manière dont je les fais. Ils sont partis pendant la fabrication du film et j’avais envie de leur adresser un petit signe. Je les aimais beaucoup. ».